# Mintomulyo
Mintomulyo is een bestuurslaag in het regentschap Pati van de provincie Midden-Java, Indonesië. Mintomulyo telt 2203 inwoners (volkstelling 2010).